# Pseudoleskea prionophylla
Pseudoleskea prionophylla là một loài Rêu trong họ Leskeaceae. Loài này được (Müll. Hal.) Bosch & Sande Lac. mô tả khoa học đầu tiên năm 1867.